# 4e division marocaine de montagne
Pour les articles homonymes, voir 4e division.
La 4e division marocaine de montagne (4e DMM)  est une division française d'infanterie  de l'armée d'Afrique, ayant existé entre 1943 et 1946,  qui participe à la Seconde Guerre mondiale.
Formée à la suite de la libération de l'Afrique du Nord française, elle s'illustre particulièrement en Italie en 1944 au sein du Corps expéditionnaire français du général Juin, puis, à la suite du débarquement de Provence, lors de la libération de la France puis de la campagne d'Allemagne au sein de la Première Armée française du général de Lattre de Tassigny.

## Création et différentes dénominations
- mars 1943 : création de la 3e division d'infanterie marocaine
- 1er juin 1943 : renommée 4e division marocaine de montagne
- 15 janvier 1946 : dissolution

## Devise
« Par le djebel, à la victoire »

## Chefs de corps
- 01/06/1943 : général Martin
- 01/09/1943 - 21/12/1944 : général Sevez
- 1944 - 1945 :  général Navereau
- 1945 - 15 janvier 1946 : général de Hesdin

## Encadrement
La 4e DMM comptait 615 officiers et 1668 sous-officiers français pour 8 officiers et 500 sous-officiers marocains.

## Historique des garnisons, campagnes et batailles
Alors qu'en 1943 la campagne de Tunisie n'est pas encore achevée, de nouvelles divisions françaises se forment déjà dans le cadre du plan de réarmement de l'armée française, en collaboration avec les Américains. Au début de cette année est mise sur pied la 3e DIM à Marrakech qui deviendra le 1er juin 1943 la 4e division marocaine de montagne.
À cette époque elle possède la même puissance de feu que les autres divisions mais elle est dotée de véhicules US et d'équipages muletiers français.

### Campagnes de Tunisie et de Corse
À partir du 15 février 1943 la 4e DMM passe en Algérie et s'entraîne en zone montagneuse près de Tlemcen et d'Oran. Le 15 septembre 1943 elle constitue un groupe de combat, le groupement Louchet, qui participe, aux côtés du bataillon de choc et des Tabors marocains aux combats de reconquête de l'île de la Corse du 22 septembre au 4 octobre 1943.

### Campagne d'Italie
À partir du 18 février 1944, la 4e DMM débarque à Naples et rejoint les 2e DIM et 3e DIA.
Après avoir pris position au sud-ouest de Cassin elle forme, avec les Tabors marocains, le « corps de montagne » qui franchit les monts Aurunces au mois de mai. Elle ouvre le chemin de Rome dans laquelle elle défile le 15 juin 1944. En poursuivant les Allemands, elle enlève San Gimignano le 13 juillet, Certaldo le 19 et Castelfiorentino le 22. Elle se regroupe ensuite autour de Sessa Aurunca.
La division perd 74 officiers et 1538 sous-officiers et hommes de troupe tués durant cette campagne. À la suite de lourdes pertes, le 2e RTM est dissous et remplacé par le 1er RTA.

### Campagne de France
À partir du 8 septembre 1944, la 4e DMM débarque en Provence. Elle est intégrée dans la Première Armée française du général de Lattre de Tassigny. Un de ces groupements file alors vers la vallée de Thann en Alsace tandis que le reste de la division vient relever la 2e DIM dans les Alpes face aux Gebirgsjäger.
Fin novembre, la 4e DMM se porte sur Mulhouse, en Alsace. Dans la forêt de la Hardt la lutte est ardente. Le 1er régiment de tirailleurs soutient une longue série de combats meurtriers pour arrêter toutes les actions ennemies visant à repasser le canal de Huningue afin de reprendre Mulhouse qui soutient un véritable siège. Au plus fort de l'hiver, elle participe à la réduction de la poche de Colmar en progressant sur l'axe Thann-Cernay-Soultz-Rouffach du 20 janvier au 5 février 1945. Une fois l'Alsace entièrement libérée, la division se voit confier la défense du Rhin entre Bâle et Sélestat.

### Campagne d'Allemagne
Après avoir été dirigée vers Strasbourg, la 4e DMM franchit le Rhin et pénètre en Allemagne le 16 avril 1945. Sa mission est alors de contourner la Forêt-Noire par sa lisière Est et de gagner au plus vite la frontière Nord de la Suisse. Bousculant les dernières résistances de la Wehrmacht, elle atteint le lac de Constance après être passée par Freudenstadt, Schwenningen et Donaueschingen. Elle entre alors en Autriche le 2 mai 1945 et termine la guerre dans le Vorarlberg. Durant les trois semaines de cette campagne elle capture à elle seule 22 000 soldats ennemis.
Depuis le débarquement en Provence ses pertes s'élevèrent à 28 officiers et 565 sous-officiers et soldats.
Après quelques mois d'occupation de l'Autriche, la division rentre en France jusqu'à sa dissolution le 15 janvier 1946 dans la région lyonnaise.

## Composition
Débarquée en Italie en février 1944,  ses effectifs étaient alors de 20 450 hommes dont environ 65 % de Maghrébins et 35 % d'Européens .

### Unités d'infanterie
Commandants de l'infanterie divisionnaire : général Louchet puis général Bondis à partir de mai 1944 (avec interruption du 25 novembre 1944 au 12 janvier 1945)
- 1er régiment de tirailleurs marocains
- 2e régiment de tirailleurs marocains (dissous en août 1944 et remplacé par le 1er régiment de tirailleurs algériens)
- 6e régiment de tirailleurs marocains
- 1er régiment de tirailleurs algériens (remplace le 2e régiment de tirailleurs marocains en août 1944[3])
- 27e régiment d'infanterie (remplace le 1er régiment de tirailleurs algériens en février 1945[3])

Un régiment d'infanterie type montagne comporte près de 4 000 hommes (dont près de 600 officiers et sous-officiers) et 170 véhicules. La proportion de Maghrébins atteint 77 % pour le régiment, 79 % pour le bataillon, 82 % pour la compagnie de fusiliers-voltigeurs et 77 % pour la compagnie motorisée.

### Arme blindée
- 4e régiment de spahis marocains

Les régiments de spahis et de chasseurs comprennent entre 900 et 1 000 hommes dont d'environ 15 % de Maghrébins chez les spahis et 25 % chez les chasseurs.

### Artillerie
- 69e régiment d'artillerie de montagne[3]
- 33e groupe de FTA
- 64ème régiment d'artillerie d'Afrique

### Autres unités
- Compagnie de transmissions 88/84
- 82e Bataillon du Génie
- 8e Bataillon Médical
- 31e Train
- 88e compagnie de quartier général

## Décorations
La division a été citée deux fois à l'ordre de l'armée et ses principaux régiments ont obtenu la fourragère récompensant au moins deux citations à l'ordre de l'armée.
- Fourragère avec olive aux couleurs du ruban de la croix de guerre 1939-1945 (2-3  citations à l'ordre de l'armée)
  - 1er régiment de tirailleurs marocains
  - 2e régiment de tirailleurs marocains
  - 6e régiment de tirailleurs marocains
  - 4e régiment de spahis marocains

## Citations militaires de la division
« Magnifique Division, qui après avoir participé à la libération de la Corse, en septembre 1943, s'est illustrée sur les champs de bataille d'Italie.
Débarquant en France en septembre 1944, elle monte la garde sur les Alpes et achève le nettoyage des hautes vallées avant de venir prendre part à la bataille d'Alsace, menant de très durs combats dans les Vosges et dans la Hardt. Placée sous les ordres du général Hesdin, elle joue, à partir du 20 janvier, un rôle capital dans la réduction de la poche de Colmar, prenant pied sur les hauteurs Nord de la Thur, malgré des circonstances atmosphériques extrêmement dures et une résistance acharnée, puis s'emparant de Cernay dans la nuit du 3 au 4 février et réalisant en faisant sa jonction à Rouffach à l'aube du 5 février avec le 21e C.A.US l'encerclement de tous les éléments ennemis demeurés dans les Vosges. Maintenue jusqu'au 15 avril à la garde de Rhin, de Bâle à Strasbourg, elle franchit alors le fleuve, et en 48 heures traverse la Forêt-Noire. Poussant alors rapidement vers le Sud, dans le sillage d'une Division Blindée dont elle assure les communications, elle verrouille successivement tous les débouchés du Massif montagneux. Elle se distingue tout particulièrement, du 24 au 28 avril, en brisant les très nombreuses et très violentes tentatives des divisions allemandes, qui, encerclées dans la Forêt Noire, s'efforcent de se frayer un passage ver l'est; en quatre jours, elle anéantit le XVIIIe Corps d'Armée allemand détruisant ou capturant la totalité de ses éléments. Ce résultat brillamment obtenu, elle repart à marches forcées vers l'Autriche et, malgré les obstacles accumulés par l'ennemi, les difficultés du terrain de haute montagne et la résistance farouche de l'ennemi, nettoie le Vorarlberg de ses derniers défenseurs. »
— Citation à l'ordre de l'Armée attribuée à la  4e DMM, décision n° 1245, le 9 octobre 1945, général de Gaulle